# تپه ده کن گزدره ۱
تپه ده کن گزدره ۱ مربوط به هزاره اول (پیش از میلاد) است و در شهرستان تکاب، بخش مرکزی، دهستان انصار، روستای گزدره واقع شده است. این اثر در تاریخ ۳۰ دی ۱۳۸۵ با شمارهٔ ثبت ۱۶۷۵۵ به عنوان یکی از آثار ملی ایران به ثبت رسیده است.